# 一乗谷村
一乗谷村（いちじょうだにむら）は福井県足羽郡にあった村。現在の福井市中心部の南東、越美北線・一乗谷駅周辺から南方にかけての区域にあたる。

## 地理
- 山岳 ： 城山、砥山、殿上山、一乗山、白椿山、一乗城山
- 河川 ： 足羽川

## 歴史
- 1889年（明治22年）4月1日 - 町村制の施行により、安波賀中島村、安波賀村、城戸ノ内村、西新町村、鹿俣村、東新町村及び浄教寺村の区域をもって、一乗谷村が発足する。
- 1955年（昭和30年）3月31日 - 酒生村、一乗谷村、上文殊村、下文殊村及び六条村が合併して、足羽村が発足する。

## 交通

### 鉄道路線
現在は旧村域に越美北線の一乗谷駅が所在するが、当時は未開業。

### 道路
- 国道158号